# GSC2412-613
GSC2412-613 — хімічно пекулярна зоря спектрального класу A1, що має видиму зоряну величину в смузі V приблизно 10,6.